# جو این یونگ
عنوان (کره‌ای: 주인영؛ زادهٔ ۱۴ مارس ۱۹۷۸) بازیگر اهل کره جنوبی است. او به خاطر ایفای نقش در مجموعه‌های تلویزیونی مشکلی نیست که خوب نباشی، قاضی شیطان و مادر من شناخته می‌شود. او همچنین در فیلم تصمیم جدایی نیز ایفای نقش کرده‌است.

## زندگی شخصی
جو این یونگ ازدواج کرده‌است و یک پسر دارد.

## فیلم‌شناسی

### مجموعه تلویزیونی
| سال  | عنوان                    | نقش          | منابع  |
| ---- | ------------------------ | ------------ | ------ |
| ۲۰۱۸ | زمان                     | منیجر هونگ   | [ ۶ ]  |
| ۲۰۱۹ | مادر من                  | سو کیونگ جین | [ ۷ ]  |
| ۲۰۲۰ | مشکلی نیست که خوب نباشی  | یو سون هی    | [ ۸ ]  |
| ۲۰۲۰ | وقتی که من زیباترین بودم | هونگ ایل هوا | [ ۹ ]  |
| ۲۰۲۱ | قاضی شیطان               | کیم سانگ سوک | [ ۱ ]  |
| ۲۰۲۱ | یکه و تنها               | چه یو اول    | [ ۱۰ ] |
| ۲۰۲۲ | باشگاه مادران سبز        | مادر جه بین  | [ ۱۱ ] |